# Liste des réseaux et mouvements de la Résistance intérieure française
Cette liste présente les réseaux et mouvements de la Résistance intérieure française, de 1940 à 1944.
Parmi les différentes organisations de la Résistance intérieure française, on a coutume de distinguer les réseaux et les mouvements. Un réseau est une organisation créée en vue d'un travail militaire précis (renseignement, sabotage, évasion de prisonniers de guerre et de pilotes tombés chez l'ennemi). Un mouvement a pour premier objectif de sensibiliser et d'organiser la population.
Les réseaux de la France libre dépendaient de son service secret, le Bureau central de renseignements et d'action (BCRA).

## Mouvements

### Huit grands mouvements
Les huit grands mouvements qui, à partir de mai 1943, seront membres du Conseil national de la Résistance, sont les suivants :
- Ceux de la Libération (CDLL), plutôt de droite.
- Ceux de la Résistance (CDLR), apolitique, créé le 18 mai 1943.
- Combat, plutôt démocrate-chrétien.
- Franc-Tireur, fondé à Lyon en 1941, dirigé par Jean-Pierre Lévy, plutôt de gauche.
- Le Front national, communiste (avec une minorité de membres de la SFIO et de militants de gauche, sans rattachement à un parti[2]).
- Libération-Nord, SFIO (socialiste, hégémonique avec minorités du reste de la gauche).
- Libération-Sud, plutôt de gauche.
- Organisation civile et militaire (OCM), créé en septembre-octobre 1940, d'abord plutôt de droite avec une tendance conservatrice puis marquée par l'importance grandissante de sa minorité socialiste qui devient majoritaire ensuite au cours de la guerre et qui ont deux sur trois dirigeants membres du PCF le 6 juin 1944.

### Regroupements des grands mouvements
- Mouvements unis de la Résistance (MUR). Regroupement en janvier 1943 des principaux mouvements de la zone sud (Combat, Libération-Sud et Franc-Tireur).
- Le Mouvement de libération nationale (MLN). Créé au début de 1944 par regroupement des Mouvements unis de la Résistance et de plusieurs mouvements de la zone nord.

### Autres mouvements
Outre les huit grands mouvements de résistance membres du CNR, on compte 174 autres mouvements de résistance homologués par l'Etat après 1945. Parmi eux : 
- Alliance, créé en septembre 1940 et dissous en 1945
- L'Armée secrète, créé en septembre 1942 et fondue en février 1944 dans les Forces françaises de l'intérieur (FFI), avec l'Organisation de résistance de l'Armée (ORA, giraudiste) et les Francs-tireurs et partisans français
- L'Armée des Volontaires, créé en 1940 et détruite début 1942
- Défense de la France, créé en juillet 1941 et fusionne en 1944 le Mouvement de libération nationale
- Combat Zone nord, détruit février 1942
- Le Groupe de la rue de Lille
- L'Insurgé, mouvement socialiste de résistance créé dans le Rhône
- Mouvement national des prisonniers de guerre et déportés (MNPGD)
- Organisation de résistance de l'Armée (ORA) (résistance issue de l'Armée d'armistice, obéissant au régime de Vichy, apparue après l'invasion de la zone Sud par les Allemands en novembre 1942, ne reconnaissant difficilement le général de Gaulle comme chef des forces de la Résistance qu'en juin 1943).
- Témoignage chrétien de Pierre Chaillet, mouvement catholique créé en 1941 à Lyon puis étant étendu à d'autres secteurs dont Paris
- Vengeance
- Groupe Ponzán, réseau d'évasion fondé par le républicain espagnol Francisco Ponzán Vidal à Toulouse[4], auquel a participé notamment la résistante déportée Elisa Garrido[5].
- Libérer et Fédérer, mouvement cofondé par l'antifasciste italien Silvio Trentin

## Réseaux
Légende :
Nom du réseau : dans le cas d’un réseau homologué FFC (Forces françaises combattantes), est indiqué le nom sous lequel le réseau a été enregistré, complété le cas échéant (dans le cas des réseaux « Buckmaster ») par son nom de code opérationnel (exemple : Abélard—DIPLOMAT).
Type : Cette colonne indique l’activité principale du réseau : Act. = réseau action (sabotage, attentats, guérilla) ; Év. = ligne d’évasion ; Rens. = réseau de renseignements ; Ts = tous types
Hom. : dans le cas d’un réseau homologué FFC, est indiqué le numéro (compris entre 1 et 238, sauf 219 non utilisé) correspondant à l'enregistrement du réseau au SHD (son dossier y est archivé sous une cote comprenant le repère « GR 17 P » suivi du numéro en question) ; dans le cas d’un réseau non homologué FFC, est indiquée la mention « n.h. », signifiant « non homologué ».
Rattacht : BCRA = réseau rattaché au BCRA, le service secret de la France libre ; MI-6 = réseau de renseignements rattaché à l’Intelligence service (britannique) ; MI-9 = réseau d’évasion rattaché au MI-9 ; OSS = réseau rattaché à l’Office of Strategic Services (services secrets des États-Unis) ; SOE-F = réseau BUCKMASTER, c’est-à-dire réseau action rattaché à la section F du Special Operations Executive (britannique) ; SOE-RF = réseau action rattaché à la section RF du SOE, celle qui opérait en coordination avec le BCRA ; SOE-DF = réseau d’évasion rattaché à la section DF du SOE.
Sigles et abréviations :  Act. = réseau action ; BCRA = Bureau central de renseignements et d'action ; CDLL = Ceux de la Libération ; CDLR = Ceux de la Résistance ; CDM = Camouflage du matériel ; CND = Confrérie Notre-Dame ; EM-PTT = État major Postes, Télégraphes et Téléphones ; Év. = ligne d’évasion ; NAP = Noyautage des administrations publiques ; NNB = Nord-Normandie-Bretagne ; OCM = Organisation civile et militaire ; PCC = Poste de commandement du courrier ; PSW—AFR = Polska Sluzba Wywiadowcza-Afrika ; Rens. = réseau de renseignements ; SOE = Special Operations Executive ; SSMF—TR = Service de sécurité militaire français et Travaux ruraux ; ZO = zone occupée.
|          | Nom du réseau                 | Type          | Hom.  | Rattacht         | Personnes clés                                                              | Commentaires |
| -------- | ----------------------------- | ------------- | ----- | ---------------- | --------------------------------------------------------------------------- | --- |
| 1        | Abbé Blanc                    | Rens.         | +065, | OSS              | Louis-François Blanc                                                        | |
| 2        | Abélard—DIPLOMAT              | Act.          | +001, | SOE-F            | Maurice Dupont                                                              | Créé en août 1942 par Pierre Mulsant et commandé par Maurice Dupont (commandant Yvan) à partir d'octobre 1943 sous le nom de réseau Abélard avant de prendre le nom de Diplomat.                                        |
| 3        | (Adrien—)ACOLYTE—Calvert      | Act.          | +002, | SOE-F            | Robert Lyon                                                                 | |
| 4        | Action A                      | Act.          | +051, | BCRA             | Raymond Fassin                                                              | |
| 5        | Action B                      | Act.          | +052, | BCRA             | Claude Bonnier                                                              | |
| 6        | Action C                      | Act.          | +053, | BCRA             | André Schock                                                                | |
| 7        | Action D                      | Act.          | +054, | BCRA             | Pierre Hanneton                                                             | |
| 8        | Action M                      | Act.          | +055, | BCRA             | Valentin Abeille                                                            | |
| 9        | Action Mission Aloès          | Act.          | +057, | Montgomery       | Albert Éon                                                                  | |
| 10       | Action P                      | Act.          | +056, | BCRA             | Louis-Eugène Mangin                                                         | |
| 11       | Action Plan Tortue            | Act.          | +058, | BCRA             | André Louis Rondeneau                                                       | |
| 12       | Action R1                     | Act.          | +059, | BCRA             | Louis-Eugène Mangin                                                         | |
| 13       | Action R2                     | Act.          | +060, | BCRA             | Raymond Fassin                                                              | |
| 14       | Action R2 Corse               | Act.          | +203, |                  | Fred Scamaroni                                                              | |
| 15       | Action R3                     | Act.          | +061, | BCRA             | Raymond Fassin                                                              | |
| 16       | Action R4                     | Act.          | +062, | BCRA             | Émile Labit                                                                 | |
| 17       | Action R5                     | Act.          | +063, | BCRA             | Robert Lencement                                                            | |
| 18       | Action R6                     | Act.          | +064, | BCRA             | Raymond Fassin                                                              | |
| 19       | Adolphe                       | Act.          | +003, | SOE-F            | Pierre Culioli                                                              | Groupe du réseau Prosper (1943) |
| 20       | Adolphe—RACKETEER             | Act.          | n.h.  | SOE-F            | Maurice Rouneau                                                             | |
| 21       | Agir                          | Rens.         | +066, | MI-6             | Michel Hollard                                                              | |
| 22       | AJ-AJ                         | Rens.         | +067, | état-major allié | Pierre Duffourc                                                             | |
| 23       | Ajax                          | Ts            | +068, | BCRA             | Achille Peretti                                                             | |
| 24       | Akak                          | Rens.         | +069, | OSS              | Camille Fort                                                                | |
| 25       | Albert-Armand-Martial         | Rens.         | +082, |                  | Marie Teyssier d'Orfeuil                                                    | |
| 26       | Albin—HEADMASTER              | Act.          | +004, | SOE-F            | Sydney Hudson                                                               | |
| 28       | Alexandre                     | Act.          | +070, | SOE-DF           | Leslie Humphrey                                                             | |
| 27       | Alexandre—PRIVET              | Act.          | +005, | SOE-F            | Edward Wilkinson                                                            | |
| 29       | Alfred—AUDITOR                | Act.          | n.h.  | SOE-F            | Raymond Aubin                                                               | |
| 31       | Ali-France                    | Év.           | +073, |                  | Joseph Dubar                                                                | |
| 32       | Ali-Tir                       | Rens.         | +075, |                  | Stanislas Mangin                                                            | |
| 30       | Alibi                         | Rens.         | +071, | MI-6             | Georges Charaudeau                                                          | Sous-réseaux : Klan, Maurice, Phil |
| 33       | Alliance                      | Rens.         | +072, | MI-6             | Marie-Madeleine Fourcade                                                    | |
| 34       | Allyre—CARVER                 | Act.          | +006, | SOE-F            | Charles Corbin                                                              | |
| 35       | Alphonse—PIMENTO              | Act.          | +007, | SOE-F            | Tony Brooks                                                                 | |
| 36       | Alsace                        | Év.           | n.h.  |                  | Gilbert Thibault                                                            | Sous-réseau de Shelburn |
| 37       | Amarante                      | Rens.         | +076, | BCRA             | Félix Svagrovsky                                                            | |
| 38       | Andalousie                    | Rens.         | +077, | BCRA             | François Bistos                                                             | |
| 39       | André—GLOVER                  | Act.          | +008, | SOE-F            | René Guiraud                                                                | |
| 40       | Andromède-Athénée             | Rens.         | +074, | BCRA             | Albert Kohan                                                                | |
| 41       | Ange—NEWSAGENT                | Act.          | +009, | SOE-F            | Joseph Marchand                                                             | |
| 42       | Antoine—VENTRILOQUIST         | Act.          | +010, | SOE-F            | Philippe de Vomécourt                                                       | |
| 43       | Appenzeller                   | Rens.         | n.h.  |                  | Stanislas Appenzeller                                                       | |
| 44       | Arc-en-ciel                   | Rens.         | +078, |                  | Raymond Baud                                                                | Sous-réseau de Turma-Vengeance |
| 45       | Aristide—ACTOR                | Act.          | +016, | SOE-F            | Roger Landes                                                                | |
| 46       | ARMADA                        | Act.          | n.h.  | SOE-RF           | Paul Henri Marot                                                            | |
| 47       | Armand—SPIRITUALIST           | Act.          | +011, | SOE-F            | René Dumont-Guillemet                                                       | |
| 48       | Arsène—SATIRIST               | Act.          | n.h.  | SOE-F            | Octave Simon                                                                | Lieutenant Octave Simon dit « Badois » arrêté le 7 mars 1944 puis déporté le 13 mai 1944. Décédera le 1er août 1944 au camp de Gross-Rosen. Il avait 30 ans.                                                            |
| 49       | Artagnan (d’)                 | Rens.         | +079, |                  | Jean Lebaudy                                                                | |
| 50       | Arthur—GREENHEART             | Act.          | n.h.  | SOE-F            | Alfred Newton                                                               | |
| 51       | Astar (d’) (mission)          | Act.          | +080, | BCRA             | Raymond Laverdet                                                            | |
| 52       | Astre—SURVEYOR                | Act.          | n.h.  | SOE-F            | Roland Alexandre                                                            | |
| 53       | Athos—BRICKLAYER              | Act.          | +013, | SOE-F            | France Antelme                                                              | |
| 54       | Azur                          | Rens.         | +081, |                  | Léon Sandeyron                                                              | |
| 55       | Barthélémy—FIREMAN            | Act.          | n.h.  | SOE-F            | Percy Mayer                                                                 | |
| 56       | Base d’Espagne                | Rens.         | +082, |                  | François Mazou                                                              | |
| 57       | Baudouin—LABOURER             | Act.          | n.h.  | SOE-F            | Marcel Leccia                                                               | Lieutenant Marcel Leccia pendu par les Allemands au mépris des Conventions de Genève le 10 septembre 1944 au camp de Buchenwald. Il avait 33 ans.                                                                       |
| 58       | Béarn                         | Rens.         | +083, | BCRA             | Robert Dejardin                                                             | |
| 59       | Bernard—MONK                  | Act.          | +014, | SOE-F            | Charles Skepper                                                             | |
| 60       | Bertaux                       | Rens.         | +084, | BCRA             | Pierre Bertaux                                                              | |
| 61       | Bertrand                      | Rens.         | +085, |                  | Bertrand Kahn                                                               | |
| 62       | Bertrand—ARCHDEACON           | Act.          | n.h.  | SOE-F            | Frank Pickersgill                                                           | Capitaine, pendu par les Allemands au mépris des Conventions de Genève le 10 septembre 1944 au camp de Buchenwald. Il avait 29 ans.                                                                                     |
| 63       | Beryl                         | Rens.         | +086, | MI-6             | Eugène Josset                                                               | |
| 64       | Bjerring                      | Rens. + Act.  | +087, | BCRA             | Oswald Bjerring                                                             | |
| 65       | Bob—ACROBAT                   | Act.          | n.h.  | SOE-F            | John Starr                                                                  | |
| 66       | Bordeaux-Loupiac              | Év.           | +088, |                  | Jean-Claude Camors                                                          | |
| 67       | Bourgogne                     | Év.           | +089, | BCRA             | Georges Broussine                                                           | |
| 68       | Brandy                        | Év.           | +090, | BCRA             | Christian Martell                                                           | |
| 69       | Brick                         | Rens.         | +091, | BCRA             | Alain Armengaud                                                             | |
| 70       | Brown                         | Rens.         | +092, |                  | Frédéric Brown                                                              | |
| 71       | Brunin                        | Rens.         | +093, | BCRA             | Francis Bruynincks                                                          | |
| 72       | Brutus                        | Rens.         | +094, | BCRA             | Pierre Fourcaud                                                             | |
| 73       | Carmel                        | Rens.         | +095, | BCRA             | Henri Benoit                                                                | |
| 74       | Carte                         |               | n.h.  | [sans]           | André Girard                                                                | |
| 75       | Cartwright                    | Rens.         | +096, |                  | Michel Coulomb                                                              | |
| voir 291 | CDLL SR                       | Rens.         |       |                  |                                                                             | |
| 76       | CDLL Évasion                  | Év.           | +097, |                  |                                                                             | |
| 77       | CDLL Action                   | Act.          | +098, |                  |                                                                             | |
| 78       | CDM                           | Act.          | +099, |                  | Émile Mollard                                                               | |
| 79       | Centurie                      | Rens.         | +100, | BCRA             | Alfred Touny, Colonel Rémy                                                  | Réseau issu de l'OCM |
| 80       | César—STOCKBROKER             | Act.          | +015, | SOE-F            | Harry Rée                                                                   | |
| 81       | Charlot—INVENTOR              | Act.          | n.h.  | SOE-F            | Sydney Jones                                                                | |
| 82       | Charrette                     | Act.          | +102, |                  | Michel Cailliau                                                             | |
| 83       | Cincinnatus                   |               | +101, | BCRA             | Roger Souchère                                                              | |
| 84       | CIRCONFÉRENCE                 | Act.          | n.h.  | BCRA             |                                                                             | |
| 85       | Mission Claude                | Rens.         | +106, |                  | Aimé Wertenberg                                                             | |
| 86       | Claude-François               | Rens.         | +103, |                  | François Claude                                                             | |
| 87       | Claude Rives                  | Rens.         | +104, |                  | Joseph Alegri                                                               | |
| 88       | CND-Castille                  | Rens.         | +108, | BCRA             | Colonel Rémy, Louis de La Bardonnie, Marcel Verrière                        | Reconstitution de la Confrérie Notre-Dame par Marcel Verrière, à la suite des arrestations de l'automne 1943 et du départ du Colonel Rémy à Londres, s'appuyant sur le réseau Castille, créé par Louis de La Bardonnie, |
| 89       | COCKLE                        | Act.          | n.h.  | SOE-RF           |                                                                             | |
| 90       | COD                           | Act.          | n.h.  | SOE-RF           | Edgard Tupët-Thomé                                                          | |
| 91       | Cohors-Asturies               | Rens.         | +107, | BCRA             | Jean Cavaillès et Jean Gosset                                               | Réseau issu de Libération-Nord, initialement appelé Phalanx ZO |
| 92       | Colin—LIONTAMER               | Act.          | n.h.  | SOE-F            | Maurice Lepage                                                              | |
| 93       | Comète                        | Év.           | +105, | MI-9             | Andrée De Jongh                                                             | |
| 94       | CÔNE                          | Act.          | n.h.  | SOE-RF           |                                                                             | |
| 95       | Corvette                      | Rens.         | +109, | BCRA             | Adrien Albarranc (alias capitaine François Barral)                          | |
| 96       | Cosmo—LACKEY                  | Act.          | n.h.  | SOE-F            | Jules Lesage                                                                | |
| 97       | Cotre                         | Rens.         | +110, | BCRA             | Robert Senouillet                                                           | |
| 98       | Darius                        | Rens.         | +111, |                  | Roger Lacore                                                                | |
| 99       | Mission DASTARD               | Act.          | n.h.  | BCRA             | Raymond Laverdet                                                            | |
| 100      | Delbo-Phénix                  | Rens.         | +112, |                  | Jean Depraetere                                                             | |
| 101      | Délégation générale           | Act.          | +113, |                  | Jean Moulin                                                                 | |
| 102      | Démocratie                    | Rens.         | n.h.  |                  | Roger Sauphar                                                               | |
| 103      | Denis—SCIENTIST               | Act.          | +016, | SOE-F            | Claude de Baissac                                                           | |
| 104      | Dominique d’Ossau             |               | n.h.  |                  |                                                                             | |
| 105      | Dubouloz                      | Rens.         | +114, | BCRA             | Joseph Dubouloz                                                             | |
| 106      | Dutch Paris                   | Év.           | +115, |                  | John Weidner                                                                | |
| 107      | Ébène                         | Rens.         | +116, |                  | Henri Morier                                                                | |
| 108      | Écarlate                      | Rens.         | +117, | BCRA             | Félix Guilcher                                                              | |
| 109      | Électre-Bouleau               | Rens.         | +118, | BCRA             | Jean Fleury                                                                 | |
| 110      | Éleuthère                     | Rens.         | +122, | Libé.-nord       | Hubert de Lagarde                                                           | |
| 111      | Émile—CHANCELLOR              | Act.          | n.h.  | SOE-F            | George Millar                                                               | |
| 112      | EM-PTT                        | Act.          | +126, |                  | Ernest Pruvost                                                              | |
| 113      | Éric                          | Rens.         | +119, | BCRA             | René Simonin                                                                | |
| 114      | Ernest—PUBLICAN               | Act.          | +042, | SOE-F            | Marcel Fox                                                                  | |
| 115      | Estienne d’Orves (d’)         | Rens.         | +120, | BCRA             | Honoré d’Estienne d’Orves                                                   | |
| 116      | Étienne Leblanc—HISTORIAN     | Act.          | +017, | SOE-F            | George Wilkinson                                                            | Capitaine, pendu par les Allemands au mépris des Conventions de Genève le 10 septembre 1944 au camp de Buchenwald. Il avait 31 ans.                                                                                     |
| 117      | Étoile                        | Rens.         | +121, | F2               | Michel Brault, Philippe Autier, François Michel                             | |
| 118      | Eugène—PRUNUS                 | Act.          | +018, | SOE-F            | Maurice Pertschuk                                                           | |
| 119      | Mission FABULOUS              | Act.          | n.h.  | SOE-RF           | Henri Labit                                                                 | |
| 120      | Famille Martin                | Rens.         | +123, |                  | Jean David                                                                  | |
| 121      | Fana—Service B                | Rens.         | n.h.  | FTP              | Georges Beyer                                                               | Service de renseignements des FTP |
| 122      | FANTASSIN                     | Act.          | n.h.  | SOE-RF           |                                                                             | |
| 123      | Félix I et II                 | Rens.         | +124, |                  | Paul Schiffmacher                                                           | |
| 124      | Fernand—HILLBILLY             | Act.          | n.h.  | SOE-F            | Alfred Hubart                                                               | |
| 125      | Firmin—GARDENER               | Act.          | +019, | SOE-F            | Robert Boiteux                                                              | |
| 126      | Fourcade Méditerranée         | Rens.         | n.h.  |                  |                                                                             | |
| 127      | Françoise                     | Év.           | +125, |                  | Marie-Louise Dissard                                                        | |
| 128      | Frédéric                      | Act.          | +127, |                  | Henri Manhès                                                                | |
| 129      | Fyr                           | Rens.         | +128, | OSS              | Roger Lanze                                                                 | |
| 130      | F2                            | Rens.         | +129, | MI-6             | Vincent Zarembski « Tudor »                                                 | Réseau créé par les Polonais |
| 131      | Gallia                        | Rens.         | +130, | BCRA             | Henri Gorce (Franklin)                                                      | Service de renseignements des MUR |
| 132      | Gaspard—MONKEYPUZZLE          | Act.          | n.h.  | SOE-F            | Raymond Flower                                                              | |
| 133      | Geoffroy                      | Rens.         | +132, |                  | Jean-Marie Geoffroy                                                         | |
| 134      | Georges France                | Rens.         | +131, | MI-6             | Alice Gorge                                                                 | |
| 135      | Gérard—TINKER                 | Act.          | n.h.  | SOE-F            | Benjamin Cowburn                                                            | |
| 136      | Gilbert—FARRIER               | Act.          | +020, | SOE-F            | Henri Déricourt                                                             | |
| 137      | Gilbert                       | Rens.         | +133, |                  | André Devigny                                                               | |
| 138      | Giraud-LAN                    |               | +134, |                  | André Lan                                                                   | |
| 139      | Gisèle                        | Rens.         | n.h.  | BCRA             | Jean Delage                                                                 | |
| 140      | Gloria-SMH                    | Rens.         | +135, | MI-6             | Gabrielle Martinez-Picabia                                                  | |
| 141      | Goélette                      | Rens.         | +136, | BCRA             | Serge Morisot                                                               | |
| 142      | Graille                       | Rens.         | +137, |                  | Martial Graille                                                             | |
|          | Grenier-Godard                | Ts            |       |                  | Blanche Grenier-Godard, Jean Grenier-Godard                                 | |
| 143      | Groupe Joseph                 |               | n.h.  |                  | Charles Bastid                                                              | |
| 144      | Guérin—MINISTER               | Act.          | +021, | SOE-F            | Pierre Mulsant                                                              | Créé le 2 mars 1944 est commandé par la capitaine Mulsant jusqu'à son arrestation le 16 juillet 1944, déporté à Buchenwald où il est fusillé le 5 octobre 1944.                                                         |
| 145      | Guest                         | Rens.         | +138, | BCRA             | Joseph Pierre Guest                                                         | |
| 146      | Guynemer                      | Rens.         | n.h.  | BCRA             | René Despax                                                                 | |
| 147      | Hamlet—SALESMAN               | Act.          | +022, | SOE-F            | Philippe Liewer                                                             | |
| 148      | Hector—STATIONER              | Act.          | +023, | SOE-F            | Maurice Southgate                                                           | |
| 149      | Hector                        | Rens.         | +139, | SR Air           | Alfred Heurtaux                                                             | |
| 150      | Henri—BIRCH                   | Act.          | n.h.  | SOE-F            | Jean Menesson                                                               | |
| 151      | Henri d’Astier                | Rens.         | +140, |                  | Henri d'Astier de La Vigerie                                                | |
| 152      | Hercule—LIGHTERMAN            | Act.          | +024, | SOE-F            | André Dubois                                                                | |
| 153      | Hêtre                         | Rens.         | +141, |                  | Aubin Clément                                                               | |
| 154      | Hi-hi                         | Rens.         | +142, | OSS              | Suzanne Bertillon                                                           | |
| 155      | Hilaire—WHEELWRIGHT           | Act.          | +025, | SOE-F            | George Starr                                                                | |
| 156      | Hippolyte—SILVERSMITH         | Act.          | +026, | SOE-F            | Henri Borosh                                                                | |
| 157      | Ho-ho                         | Rens.         | +143, | US               | Frédéric Leist                                                              | |
| 158      | Homère—ORATOR                 | Act.          | n.h.  | SOE-F            | Jacques Ledoux                                                              | |
| 159      | Honneur et Patrie             | Rens.         | +144, |                  | Victor Chatenay                                                             | |
| 160      | Hubert—FREELANCE              | Act.          | n.h.  | SOE-F            | John Hind Farmer                                                            | |
| 161      | Hunter                        | Rens.         | +145, | BCRA             | Maurice Belleux                                                             | |
| 162      | Ibéria-Greco (mission)        | Rens.         | +146, | BCRA             | Stéphane Hessel                                                             | |
| 163      | ILO (mission)                 | Rens.         | +147, | MI-6             | Pierre Jolinon                                                              | |
| 164      | Jacques                       | Rens.         | +149, |                  | Frédéric Brown                                                              | |
| 165      | Jade-Amicol                   | Rens.         | +150, | MI-6             | Claude Arnould                                                              | |
| 166      | Jade-Fitzroy                  | Rens.         | +151, | MI-6             | Claude Lamirault                                                            | |
| 167      | Jean—AUTHOR                   | Act.          | n.h.  | SOE-F            | Harry Peulevé                                                               | |
| 168      | Jean (mission)                | Rens.         | +152, |                  | Jean-François Casteran                                                      | |
| 169      | Jean-Marie—DONKEYMAN          | Act.          | +027, | SOE-F            | Henri Frager                                                                | Major Henri FRAGER pendu par les allemands au mépris des Conventions de Genève le 10 septembre 1944 au camp de BUCHENWALD.Il avait 47 ans.                                                                              |
| 170      | Jean Millet—WIZARD            | Act.          | +028, | SOE-F            | William Savy                                                                | |
| 171      | Johnny                        | Rens.         | +154, | BCRA             | Jean Le Roux                                                                | |
| 172      | Jonque                        | Rens.         | +155, | BCRA             | Jean Daubard                                                                | |
| 173      | Jove,                         | Rens.         | +156, |                  | André Giovetti                                                              | Le réseau Jove a été constitué dès novembre 1940 par André Giovetti, le réseau était rattaché aux Forces Françaises Combattantes et à l’Intelligence Service (renseignement anglais).                                   |
| 174      | Jules—PRIEST                  | Act.          | n.h.  | SOE-F            | Alphonse (Ange) Defendini                                                   | Lieutenant pendu par les Allemands au mépris des Conventions de Genèvre le 10 septembre 1944 au camp de Buchenwald. Il avait 35 ans.                                                                                    |
| 175      | Julien—ROVER                  | Act.          | n.h.  | SOE-F            | Charles Rechenmann                                                          | Capitaine pendu par les Allemands au mépris des Conventions de Genève le 10 septembre 1994 au camp de Buchenwald. Il avait 32 ans.                                                                                      |
| 176      | Julitte                       | Rens.         | +157, | BCRA             | Pierre Julitte                                                              | |
| 177      | Justin—WOODCUTTER             | Act.          | +029, | SOE-F            | Albert Woerther                                                             | |
| 178      | Kasanga                       | Rens.         | +158, | BCRA             | Jean Gemähling                                                              | |
| 179      | Ker                           |               | +153, | BCRA             | Pierre Petillon                                                             | |
| 180      | Kummel                        | Év.           | +159, | BCRA             | Patrick Hovelacque                                                          | |
| 181      | Lennaert (mission)            | Rens.         | +148, |                  | Albert Lennaert                                                             | |
| 182      | Léon—LICENSEE                 | Act.          | n.h.  | SOE-F            | Louis Dupré                                                                 | |
| 183      | Levain                        | Rens.         | +168, | BCRA             | Marcel Levain                                                               | |
| 184      | Lionel—CLERGYMAN              | Act.          | +046, | SOE-F            | Robert Benoist                                                              | Capitaine pendu par les Allemands au mépris des Conventions de Genève le 10 septembre 1944 au camp de Buchenwald. Il avait 49 ans.                                                                                      |
| 185      | Lise—ARTIST                   | Act.          | +012, | SOE-F            | Lise de Baissac                                                             | |
| 186      | Louis—GONDOLIER               | Act.          | n.h.  | SOE-F            | Paul Sarrette                                                               | |
| 187      | Louis Renard                  |               | +222, |                  | Louis Renard                                                                | Réseau fondé dès 1940 dans la région de Poitiers. |
| 188      | Loyola                        | Év            | n.h.  | SOE-DF.          | Konstantz Popiel                                                            | |
| 189      | Lucas—AUTOGIRO                | Act.          | +030, | SOE-F            | Pierre de Vomécourt                                                         | |
| 190      | Lucien—SCHOLAR                | Act.          | +031, | SOE-F            | Gonzague de Saint-Geniès                                                    | |
| 191      | Ludovic—BEGGAR                | Act.          | n.h.  | SOE-F            | Maurice Basset                                                              | |
| 192      | MAINMAST                      | Act.          | n.h.  | SOE-RF           |                                                                             | |
| 193      | Manipule                      | Act.          | +160, |                  | Robert Reyl                                                                 | Réseau issu de CDLR ; 3 sous-réseaux : Max, RR, 57. |
| 194      | Marathon                      | Rens.         | +161, |                  |                                                                             | |
| 195      | Marc-France                   | Rens.         | +162, |                  | Pierre Moreau                                                               | |
| 196      | Marceau                       |               | +163, |                  |                                                                             | |
| 197      | Marco-Polo                    | Rens.         | +164, | BCRA             | René Carmille                                                               | |
| 198      | Marie—WRESTLER                | Act.          | +032, | SOE-F            | Pearl Witherington                                                          | |
| 199      | Marie-Odile                   | Év.           | +165, |                  | Pauline Gabrielle Gaillard                                                  | |
| 200      | Martial                       | Rens.         | +166, | BCRA             | Paul Dungler                                                                | Il est créé sous le nom de Septième colonne d'Alsace. Il est à l'origine de la création des groupes mobiles d'Alsace (GMA). Le GMA Sud est un des composants de la Brigade indépendante Alsace-Lorraine.                |
| 201      | Mathieu—DETECTIVE             | Act.          | +033, | SOE-F            | Henri Sevenet                                                               | |
| 202      | Mathilda                      | Rens.         | +167, | OSS              | Jean Coppier                                                                | |
| 203      | Maupain                       |               | n.h.  |                  |                                                                             | |
| 204      | Maurice                       | Év.           | n.h.  |                  | Émile Mollard                                                               | |
| 205      | Max—BUTLER                    | Act.          | +034, | SOE-F            | Jean Bouguennec                                                             | Lieutenant pendu par les Allemands au mépris des conventions de Génève le 10 septembre 1944 au camp de Buchenwald. Il avait 32 ans.                                                                                     |
| 206      | Maxime—FOOTMAN                | Act.          | n.h.  | SOE-F            | George Hiller                                                               | |
| 207      | Mécano                        | Rens.         | n.h.  |                  | Jacques Lartigue                                                            | |
| 208      | Mesnard—DIRECTOR              | Act.          | +031, | SOE-F            | Jean Meunier                                                                | |
| 209      | Mingant                       |               | +169, |                  | Marcel Mingant                                                              | |
| 210      | Mithridate                    | Rens.         | +170, | BCRA             | Pierre-Jean Herbinger                                                       | |
| 211      | Morhange                      | Ts            | n.h.  |                  | Marcel Taillandier                                                          | |
| 212      | Mounier                       | Rens.         | +171, | MI-6             | André Mounier                                                               | |
| 213      | Mousquetaire                  | Rens.         | +172, | BCRA             | Edmond Michel                                                               | |
| 214      | Musée de l’homme              | Rens.         | +173, | BCRA             | Boris Vildé                                                                 | |
| 215      | Nana                          | Rens.         | +175, |                  | Émile Meyran                                                                | |
| 216      | NAP                           | Act.          | +174, |                  | Claude Bourdet                                                              | |
| 217      | Navarre                       | Rens.         | +176, |                  |                                                                             | |
| 218      | Nemrod                        | Rens.         | n.h.  |                  | idem 115 : Honoré d'Estienne d'Orves                                        | |
| 219      | Nestor—DIGGER                 | Act.          | +035, | SOE-F            | Jacques Poirier                                                             | |
| 220      | Nick—PEDLAR                   | Act.          | n.h.  | SOE-F            | Nicolas Bodington                                                           | |
| 221      | Nicolas—SPRUCE                | Act.          | +036, | SOE-F            | Georges Duboudin                                                            | |
| 222      | Nicolau-Bocquet               | Ts.           | +179, |                  | René Nicolau, Marius Bocquet                                                | |
| 223      | Niel                          | Rens.         | n.h.  |                  | Roger Niel                                                                  | |
| 224      | NNB                           | Rens.         | +177, | OSS              | Marcel Pichon                                                               | |
| 225      | Norbert—BARGEE                | Act.          | n.h.  | SOE-F            | Adolphe Rabinovitch                                                         | |
| 226      | Nouquette                     | Rens.         | +178, |                  | Pierre Truc                                                                 | |
| 227      | Occident                      | Rens.         | +180, | BCRA             | Jean-Louis Aimon                                                            | |
| 228      | Olive—URCHIN                  | Act.          | +037, | SOE-F            | Francis Basin                                                               | |
| 229      | Orient                        | Rens.         | +181, |                  | Éric Petiti                                                                 | |
| 230      | Orion                         | Rens.         | +182, |                  | Henri d'Astier de La Vigerie, Georges Piron de la Varenne, Alain Griotteray | |
| 231      | Orme                          | Rens.         | +183, | BCRA             | Fernand Gouguenheim                                                         | |
| 232      | ORONTE                        | Act.          | n.h.  | SOE-RF           |                                                                             | |
| 233      | Orphée                        |               | +184, |                  | Élie Zérapha                                                                | |
| 234      | Oscar—PARSON                  | Act.          | +038, | SOE-F            | François Vallée                                                             | |
| 235      | OUTCLASS                      | Act.          | n.h.  | SOE-RF           | Yvon Morandat                                                               | |
| 236      | OVERCLOUD                     | Act.          | +185, | SOE-RF           | Joël Le Tac                                                                 | |
| 237      | Mission Panzer                | Rens.         | +186, |                  | Guy de Roquemaurel                                                          | |
| 238      | Pascal—SACRISTAN              | Act.          | +039, | SOE-F            | Ernest Floege                                                               | |
| 239      | Pat O'Leary                   | Év.           | +187, |                  | Albert Guérisse                                                             | |
| 240      | PCC                           | Rens.         | +188, |                  | William Ugeux                                                               | |
| 241      | Pearl Harbour                 | Rens.         | +189, |                  | Robert de Schrevel                                                          | |
| 242      | Pernod                        | Év.           | +190, | BCRA             | Pierre Guillot, René Gérard                                                 | |
| 243      | PÉRIMÈTRE                     | Act.          |       | SOE-RF           |                                                                             | |
| 244      | PÉRITOINE                     | Act.          |       | SOE-RF           |                                                                             | |
| 245      | Phalanx                       | Rens.         | +191, | BCRA             | Christian Pineau                                                            | Réseau issu de Libération-nord, en zone sud |
| 246      | Philippe—PEDAGOGUE            | Act.          | n.h.  | SOE-F            | David Pearson                                                               | |
| 247      | Phono-Cinéma—BELLIARD         | Act.          | n.h.  | SOE-F            | Henri Garry                                                                 | Lieutenant Emile Henri GARRY pendu par les allemands au mépris des Conventions de Genève le 10 septembre 1944 au camp de BUCHENWALD. Il avait 35 ans.                                                                   |
| 248      | Phratrie                      | Rens.         | +192, | BCRA             | Jacques Robert-Rewez                                                        | |
| 249      | Plasson                       |               | +193, |                  | Lucien Plasson                                                              | |
| 250      | Plutus                        | Rens.         | +194, |                  | Pierre Kahn-Farelle                                                         | |
| 251      | Porthos—MASON                 | Act.          | +040, | SOE-F            | Jean-Marie Régnier                                                          | |
| 252      | Possum                        | Év.           | +195, |                  | Dominique Edgard Potier                                                     | |
| 253      | Pourpre                       | Rens.         | +196, | BCRA             | Robert Wackherr                                                             | |
| 254      | Praxitèle                     | Rens.         | +197, |                  | Pierre Sérandour                                                            | |
| 255      | Prosper—PHYSICIAN             | Act.          | +041, | SOE-F            | Francis Suttill                                                             | |
| 256      | Proust                        |               | +198, |                  |                                                                             | |
| 257      | PSW-AFR                       | Rens.         | +199, |                  |                                                                             | Réseau polonais |
| 258      | Pur Sang                      | Év.           |       |                  | Lucienne Welschinger                                                        | Réseau d'évasion de prisonniers de guerre en Alsace (1940-1942) |
| 259      | Quand-même                    | Rens.         | +200, |                  |                                                                             | |
| 260      | Raoul—SPINDLE                 | Act.          | n.h.  | SOE-F            | Peter Churchill                                                             | |
| 261      | RECTANGLE                     | Act.          | n.h.  | SOE-RF           |                                                                             | |
| 262      | Reims                         | Rens.         | +201, |                  |                                                                             | |
| 263      | René—VERGER                   | Act.          | n.h.  | SOE-F            | Jean Renaud-Dandicolle                                                      | |
| 264      | Résistance-Fer                | Act.          | +202, |                  | Louis Armand                                                                | |
| 265      | Riand                         | Rens.         | n.h.  |                  | Edmond Riand                                                                | |
| 266      | Rigobert—DIETICIAN            | Act.          | n.h.  | SOE-F            | Jean-Louis de Ganay                                                         | |
| 267      | Ritz-Crocus                   | Rens.         | +204, | OSS              | Christophe Orabona                                                          | |
| 268      | Robert—HERMIT                 | Act.          | n.h.  | SOE-F            | Roger Henquet                                                               | |
| 269      | Robert Guy                    | Rens.         | +205, | OSS              | Georges Ducros                                                              | |
| 270      | Robin—JUGGLER                 | Act.          | +043, | SOE-F            | Jean Worms                                                                  | |
| 271      | Rodrigue—DELEGATE             | Act.          | n.h.  | SOE-F            | Julien Detal                                                                | Lieutenant pendu par les Allemands au mépris des Conventions de Genève le 10 septembre 1944 au camp de Buchenwald. Il avait 29 ans.                                                                                     |
| 272      | Roger—JOCKEY                  | Act.          | +044, | SOE-F            | Francis Cammaerts                                                           | |
| 273      | Ronsard-Troène                | Rens.         | +206, | BCRA             | Louis Richard, Jacques Donot                                                | |
| 274      | Roy                           | Rens.         | +207, |                  | Georges Lapouge                                                             | |
| 275      | Rybak-Rossi                   | Rens.         | +208, |                  | Antoine Rybak                                                               | |
| 276      | Sabot                         | Rens.         | +209, |                  | Pierre Bouriez                                                              | |
| 277      | Saint-Jacques                 | Rens.         | +210, |                  | Maurice Duclos                                                              | |
| 278      | Salles (mission)              | Rens.         | +211, |                  | Edmond Salles                                                               | |
| 279      | Samson                        | Rens.         | +212, | BCRA             | Robert Masson                                                               | |
| 280      | Samuel—SHIPWRIGHT             | Act.          | +045, | SOE-F            | Amédée Maingard                                                             | |
| 281      | Sapin                         |               | +213, |                  | Philippe Valat                                                              | |
| 282      | Sébastien—CHESTNUT            | Act.          | +046, | SOE-F            | William Grover-Williams                                                     | |
| 283      | Sécurité parisienne           |               | n.h.  |                  | Frédéric Curie                                                              | |
| 284      | SGLL                          | Rens.         | n.h.  | OSS              | Claude Batault                                                              | Sous-réseau de Jacques |
| 285      | Shelburn                      | Év.           | +214, | MI-9             | Paul Campinchi                                                              | |
| 286      | SR Air F. Villon              | Rens.         | +215, |                  | Maurice Challe                                                              | |
| 287      | SR Air Quarante (40)          | Rens.         | +216, |                  | Georges Ronin                                                               | |
| 288      | SR CDLL (Condensateur)        | Rens.         | +217, |                  | Maurice Ripoche                                                             | |
| 289      | SR de l’Armée des volontaires | Rens.         | +218, |                  | René Lhopital                                                               | |
| 290      | SR Kléber                     | Rens.         | +220, | BCRA             | Gustave Bertrand                                                            | |
| 291      | SR Marine                     | Rens.         | +223, |                  |                                                                             | |
| 292      | SR Tunisie                    | Rens.         | +224, |                  |                                                                             | |
| 293      | SSMF-TR                       | Rens.         | +221, |                  |                                                                             | |
| 294      | Stuart                        | Rens.         | n.h.  | MI-6             | Fernand Roussanne                                                           | |
| 295      | Super NAP                     | Act.          | +225, |                  | Maurice Nègre                                                               | |
| 296      | Sussex                        | Rens.         | +226, |                  | Vincent Saubestre                                                           | |
| 297      | Sycomore                      |               | n.h.  |                  | René Brissaud                                                               | |
| 298      | Sylvestre—FARMER              | Act.          | +047, | SOE-F            | Michael Trotobas                                                            | |
| 299      | Tartane-Masséna               | Rens.         | +227, |                  | Yves Le Crom-Hubert                                                         | |
| 300      | Tell—MUSICIAN                 | Act.          | +048, | SOE-F            | Gustave Biéler                                                              | |
| 301      | Théodule—TREASURER            | Act.          | +049, | SOE-F            | Alain Jean René Maze Censier de Brouville                                   | |
| 302      | Thermopyles                   | Rens.         | +228, | BCRA             | Raymond Croland, Pierre Piganiol, Albert Mercier                            | Réseau nommé « Vélite » avant avril 1944 |
| 303      | Thom                          | Rens.         | n.h.  |                  | Paul Thomasset                                                              | |
| 304      | Tiburce—DITCHER               | Act.          | +050, | SOE-F            | Albert Browne-Bartroli                                                      | |
| 305      | Mission Tindouf               |               | +229, |                  |                                                                             | |
| 306      | Mission TORTURE               | Act.          | n.h.  | SOE-RF           | Henri Labit                                                                 | |
| 307      | Transmission action           | Act.          | +231, |                  |                                                                             | |
| 308      | TROMBONER                     | Act.          | n.h.  | SOE-RF           |                                                                             | |
| 309      | Turma-Vengeance               | Rens.         | +230, |                  | Robert Keller                                                               | Réseau issu de CDLL |
| 310      | Turquoise-Jézéquel            | Rens.         | +232, | MI-6             | André Peulevey dit "Le Neveu"                                               | André Peulevey, de son vrai nom Joseph Scheinmann, voyageant avec la dernière Mission Overcloud |
| 311      | VAR                           | Év.           | n.h.  | SOE-DF           | Peter Deman                                                                 | |
| 312      | Vedette                       | Rens.         | +233, | BCRA             | Félix Raffy                                                                 | |
| 313      | Vény                          |               | n.h.  | BCRA             | Jean Vincent                                                                | |
| 314      | Vermillon                     | Rens.         | +234, | BCRA             | Félix Svagrovsky                                                            | |
| 315      | VIC                           | Év.           | n.h.  |                  | Victor Gerson                                                               | |
| 316      | Vercingétorix                 | Rens. + Publ. | n.h.  |                  | Aymé Guerrin                                                                | Rejoint CDLL en 1943 |
| 317      | Victor—PLANE                  | Act.          | n.h.  | SOE-F            | Henri Paul Le Chêne                                                         | |
| 318      | Vira                          |               | n.h.  |                  |                                                                             | |
| 319      | Wi-wi                         |               | +236, | OSS              | Jean-Marie Morère                                                           | |
| 320      | Xavier—MARKSMAN               | Act.          | n.h.  | SOE-F            | Richard Heslop                                                              | |
| 321      | Ya-ya                         | Rens.         | +237, | BCRA             | Kléber Jacques                                                              | |
| 322      | Zéro-France                   |               | +238, | SR belge         | Gérard Kaisin                                                               | |

## Centrales de renseignements
A l'initiative du Colonel Passy, 2 centrales furent créées pour assurer les liaisons avec Londres :
- Coligny, dirigée par Jean Tillier, travaillait avec la Confrérie Notre-Dame et les réseaux Centurie, Cohors et Fana.
- Prométhée, dirigée par Guy Duboÿs (Chevalier) et Jean Guyot (Gallois), transmettait les renseignements des réseaux Manipule, Turma, Legio, Vélite[20], Luth et Curie. Elle fut renommée d'abord Parsifal, puis Phidias et enfin Praxitèle.

Ces centrales disposaient de plusieurs appareils d'émission radio et elles versaient aussi leur budget aux réseaux pour lesquels elles opéraient.

## Groupes
- La Main noire de Marcel Weinum (Alsace)
- La Feuille de Lierre de Edmond Erb (Alsace)
- Réseau Wodli, en Alsace
- Groupe Mario, en Moselle
- Groupe Derhan, en Moselle
- Groupe Valmy, créé par Raymond Burgard
- La France continue de Paul Petit
- Groupes mobiles d'Alsace (GMA)
- Groupe Politzer
- Groupe des chimistes

## Corps francs
- Pommiès